# Zapotečki jezik
Zapotečki jezik (ISO 639-3: zap), makrojezik, predstavnik zapotečke porodice kojem pripada (57) individualnih jezika:
1. Aloápam Zapotec [zaq]
2. Amatlán Zapotec [zpo]
3. Asunción Mixtepec Zapotec [zoo]
4. Ayoquesco Zapotec [zaf]
5. Cajonos Zapotec [zad]
6. Chichicapan Zapotec [zpv]
7. Choapan Zapotec [zpc]
8. Coatecas Altas Zapotec [zca]
9. Coatlán Zapotec [zps]
10. El Alto Zapotec [zpp]
11. Elotepec Zapotec [zte]
12. Guevea De Humboldt Zapotec [zpg]
13. Güilá Zapotec [ztu]
14. Zapoteco del Istmo Zapotec [zai]
15. Lachiguiri Zapotec [zpa]
16. Lachixío Zapotec [zpl]
17. Lapaguía-Guivini Zapotec [ztl]
18. Loxicha Zapotec [ztp]
19. Mazaltepec Zapotec [zpy]
20. Miahuatlán Zapotec [zam]
21. Mitla Zapotec [zaw]
22. Mixtepec Zapotec [zpm]
23. Ocotlán Zapotec [zac]
24. Ozolotepec Zapotec [zao]
25. Petapa Zapotec [zpe]
26. Quiavicuzas Zapotec [zpj]
27. Quioquitani-Quierí Zapotec [ztq]
28. Rincónski zapotečki jezik [zar]
29. San Agustín Mixtepec Zapotec [ztm]
30. San Baltazar Loxicha Zapotec [zpx]
31. San Juan Guelavía Zapotec [zab]
32. San Pedro Quiatoni Zapotec [zpf]
33. San Vicente Coatlán Zapotec [zpt]
34. Santa Catarina Albarradas Zapotec [ztn]
35. Santa Inés Yatzechi Zapotec [zpn]
36. Santa María Quiegolani Zapotec [zpi]
37. Santiago Xanica Zapotec [zpr]
38. Santo Domingo Albarradas Zapotec [zas]
39. Sierra de Juárez Zapotec [zaa]
40. Jugoistočni Ixtlán Zapotec [zpd]
41. Južni Rincon Zapotec [zsr]
42. Tabaa Zapotec [zat]
43. Tejalapan Zapotec [ztt]
44. Texmelucan Zapotec [zpz]
45. Tilquiapan Zapotec [zts]
46. Tlacolulita Zapotec [zpk]
47. Totomachapan Zapotec [zph]
48. Xadani Zapotec [zax]
49. Xanaguía Zapotec [ztg]
50. Yalálag Zapotec [zpu]
51. Yareni Zapotec [zae]
52. Yatee Zapotec [zty]
53. Yatzachi Zapotec [zav]
54. Yautepec Zapotec [zpb]
55. Zaachila Zapotec [ztx]
56. Zaniza Zapotec [zpw]
57. Zoogocho Zapotec [zpq]

Izgubio status jezika: Lachirioag Zapotec [ztc]  (povučen iz upotrebe 18. 7. 2007)